# Malanea campylocarpa
Malanea campylocarpa är en måreväxtart som beskrevs av Charlotte M. Taylor. Malanea campylocarpa ingår i släktet Malanea och familjen måreväxter. Inga underarter finns listade i Catalogue of Life.